# 海防
海防，海口及沿海要地的防务，指在沿海地区、领海及管辖海域进行的军事防务，包括其对应的制度与行为，或指为防止军事攻击或接近海岸线而采取措施，如防御工事和海岸炮等。因为入侵者通常需要一个港口或海港来维持运作，防卫斗争通常会围绕此类设施或由此类设施构建之地进行 。